# السلام عليك يا مريم
صلاة السلام الملائكي أو السلام الملكي أو السلام عليك يا مريم أو السلام المَريميّ هي صلاة مسيحية عريقة مستخدمة في الكاثوليكية الشرقية والأرثوذكسية الشرقية والمشرقية لتمجيد مريم العذراء أم يسوع. كما تعد من التقاليد المتبعة في البروتستانتية والكاثوليكية الغربية.

## الصلاة بالعربية
«السَّلَامُ عَلَيْكِ يَا مَرْيَمُ يَا مُمْتَلِئَة نِعْمَة 

الرَّبُّ مَعَكِ

مُبَارَكَةٌ انتِ في النِّسَاءِ 

وَمُبَارَكَةٌ ثَمَرَةُ بَطْنَك سَيِدِنا يَسُوع المَسيح

يَا قديسة مَرْيَم يَا وَالِدة الله

صلّي لأجلنا نَحْن الخطأة

الآنَ وَفِي سَاعَة موتنا.

آمِين.»

## الصلاة الأصلية في اللاتينية
Áve, María, grátia pléna;
Dóminus técum;
benedícta tu in muliéribus,
et benedíctus frúctus véntris túi, Iésus.
Sáncta María, Máter Déi,
óra pro nóbis peccatóribus
nunc et in hóra mórtis nóstrae.
Ámen.

## تاريخ الصلاة
يستمد الجزء الأول والثاني من الصلاة من الانجيل كما في التالي:
الجزء الأول من سلام الملاك جبرائيل للسيدة العذراء، عند بشارتها بأنها المختارة لتكون والدة الإله.
- لوقا 1:28

28 فَدَخَلَ الْمَلاَكُ وَقَالَ لَهَا: «سَلاَمٌ، أَيَّتُهَا الْمُنْعَمُ عَلَيْهَا! الرَّبُّ مَعَكِ: مُبَارَكَةٌ أَنْتِ بَيْنَ النِّسَاءِ».
الجزء الثاني من تحية اليصابات للسيدة العذراء، حيث ارتكض الجنين«يوحنا المعمدان» في أحشاء أليصابات عندما سمع صوت والدة الإله.
- لوقا 1:42

42 وَهَتَفَتْ بِصَوْتٍ عَالٍ قَائِلَةٍ: «مُبَارَكَةٌ أَنْتِ بَيْنَ النِّسَاءِ! وَمُبَارَكَةٌ ثَمَرَةُ بَطْنِكِ!
أما الجزء الثالث فقد تم اضافته من قبل الكنيسة لطلب المعونة من العذراء.